# ماتسویی اوکیناگا
ماتسویی اوکیناگا (به ژاپنی: 松井 興長 Matsui Okinaga) همچنین معروف به ناگائوکا سادو (به ژاپنی: 長岡 佐渡 Nagaoka Sado); ۱ ژانویهٔ ۱۵۸۲ – ۲۴ ژوئیهٔ ۱۶۶۱) از خاندان ماتسویی؛ سامورایی، و بوشی اهل ژاپن بود که در اوایل دوره ادو (قرن هفدهم) به خاندان هوسوکاوا خدمت می‌کرد. این خود ناگائوکا سادو بود که از میاموتو موساشی محافظت کرده بود تا بتواند در سال ۱۶۱۲ در برابر ساساکی کوجیرو معروف دوئل کند. زمانی در سال ۱۶۳۸، موساشی با سادو ملاقات کرد.